# 그리스의 국장

그리스의 국장

그리스의 국장은 1975년에 제정되었다. 국장 가운데에는 하얀색 십자가 그려진 파란색 방패가 그려져 있으며 월계수 가지가 방패 양쪽을 감싸고 있다. 그리스의 국장은 주로 군대와 치안부대의 모자, 제복, 단추 등에 사용되고 있다.

## 역대 그리스의 국장

1833년-1862년 비텔스바흐 왕가의 문장
1863년-1924년,1935년-1973년 글뤽스부르크 왕가의 문장
1863년-1924년,1935년-1973년 그리스 왕국의 국장
현재 그리스군의 휘장

## 같이 보기
- 그리스의 국기